# Provincial Osorno
Club de Deportes Provincial Osorno – chilijski klub piłkarski z siedzibą w mieście Osorno, stolicy prowincji Osorno leżącej w regionie Los Lagos.

## Osiągnięcia
- Mistrzostwo drugiej ligi chilijskiej (Primera B): 1990, 1992

## Historia
Klub założony został 5 czerwca 1983 roku i gra obecnie w drugiej lidze chilijskiej (Primera División B de la liga chilena de fútbol).  Swoje mecze domowe klub rozgrywa na oddanym do użytku w 1940 roku stadionie Estadio Municipal Parque Schott.

### Piłkarze w historii klubu
- Washington Olivera
- Daniel Morón
- Alejandro Naif

### Trenerzy w historii klubu
- Oscar Malbernat
- Antonio Angelillo

### Skład z 2007 roku
stan z 1 kwietnia 2007 roku
| Kraj              | Zawodnik                 | Pozycja   |
| ----------------- | ------------------------ | --------- |
| Stany Zjednoczone | D.J. Countess            | bramkarz  |
| Chile             | Jaime Caro               | bramkarz  |
| Chile             | Andres Parada            | bramkarz  |
| Argentyna         | Hector Federico Carbalho | obrońca   |
| Chile             | Manuel Ormazábal         | obrońca   |
| Chile             | Jorge Aguilar            | obrońca   |
| Chile             | Alex Orellana            | obrońca   |
| Chile             | Marcelo Teuber           | obrońca   |
| Chile             | Pablo Cocio              | obrońca   |
| Chile             | Carlos Verdugo           | pomocnik  |
| Chile             | Francisco Silva          | pomocnik  |
| Chile             | Fernando Fica            | pomocnik  |
| Chile             | Juan José Albornoz       | pomocnik  |
| Chile             | Jaime Barrientos         | pomocnik  |
| Chile             | Rodrigo Escobar          | pomocnik  |
| Chile             | Leonardo Follert         | pomocnik  |
| Chile             | Daniel Follert           | pomocnik  |
| Chile             | Jose Luis Gallardo       | pomocnik  |
| Chile             | Braulio Brizuela         | napastnik |
| Chile             | Mario Núñez              | napastnik |
| Chile             | Sergio Conejeros         | napastnik |
| Chile             | Angelo Delgado           | napastnik |
| Chile             | Carlos Galdames          | napastnik |
| Chile             | Marco Sepulveda          | napastnik |